# گزارش پایداری

## تعریف گزارش پایداری
گزارش پایداری (به انگلیسی: Sustainability Report) یا گزارش مسئولیت اجتماعی شرکتی (CSR Report)، به بیان پیامدهای عملکرد سازمان بر سه محور تشکیل‌دهندهٔ مفهوم توسعهٔ پایدار، یعنی اقتصاد، محیط زیست و جامعه و نحوهٔ مدیریت آن‌ها می‌پردازد. این گزارش، فراتر از گزارش‌های معمول و سنتی مالی سالیانهٔ سازمان‌ها بوده و مخاطب آن، عموم ذی‌نفعان سازمان و به طور کلی جامعه است. انتشار این گزارش‌ها در اغلب نقاط دنیا به شکل داوطلبانه صورت می‌پذیرد و می‌توانند معیاری برای تعهد یک سازمان به مسیر توسعهٔ پایدار و رفتار مسئولانه تلقی شوند.

## گزارش پایداری در ایران
اولین تجارب گزارش‌دهی پایداری در ایران از سال 1393 شمسی شروع شده است و ایران به نسبت کشورهای با شرایط اقتصادی و اجتماعی هم‌سطح، جزو تازه‌واردان حوزۀ گزارش‌دهی پایداری و مسئولیت اجتماعی شرکتی محسوب می‌شود. اگرچه در دهۀ 90 موضوع گزارش‌دهی پایداری در ایران شروع شده و تعداد بیشتری از بنگاه‌ها نیز به این جریان پیوسته‌اند، با این حال از نظر تعداد شرکت‌های درگیر، به نسبت کشورهای هم‌سطح منطقه‌ای و بین‌المللی ایران نمرۀ پایینی می‌گیرد. [./Https://en.wikipedia.org/wiki/Global_Reporting_Initiative استاندارد GRI] در میان چارچوب‌های موجود، محبوب‌ترین چارچوب در میان شرکت‌های ایرانی برای گزارش‌دهی پایداری است.